# ジャーラーワール
ジャーラーワール（ヒンディー語：झालावाड、Jhalawar）は、インドのラージャスターン州、ジャーラーワール県の都市。

## 歴史
1791年、ラージプートのコーター王国の宰相ジャーラー・ザーリム・シングによって建設された。
1838年、イギリスはコーター藩王国からジャーラーワールを分立させ、ザーリム・シングの孫マダン・シングを祖とするジャーラーワール藩王国を成立させた。